# Чижова Людмила Яківна
Людмила Яківна Чижова (нар. 22 серпня 1939 року в с. Піщаний Брід Добровеличківського району Кіровоградської області) — українська поетеса, дитяча письменниця. Член Національної Спілки письменників України (1997). Лауреат премії ім. М. Аркаса (2000).

## Дитинство
Батько, Яків Потапович, працював кіномеханіком, повернувшись інвалідом з війни, а мати все життя працювала у колгоспі. У сім'ї було четверо дітей, якими, практично, займалася одна мати.
Людмила з дитинства любила багато читати, особливо захоплювалась чарівністю українських народних казок, а пізніше розповідями про скіфів, творами М. Гоголя, О. Гончара, Л. Костенко. Настільною ж книгою став «Кобзар» Т. Шевченка, який вів її через усе життя:
|  | Пророчий голос Кобзаря З часів далеких і донині Про волю вольную співа, Про біль і щастя України. Ім’я Тарасове святе В молитву-пісню переллється, Та у серцях всіх поколінь На віки вічні зостається. |

З дитинства мріяла бути геологом, мандрувати по рідній землі. У 1947 році пішла до школи.
Писати вірші почала зі школи. Перший вірш був написаний під враженням поеми Маргарити Алігер «Зоя» і присвячений улюбленій героїні Зої Космодем'янській. Вірш побачив світ у шкільній газеті. З тих пір найбільшим бажанням було вчитися літературі, вступити до Літературного інституту і стати письменником.

## Освіта
В 1955 році закінчила 8 класів і вступила до Мигіївського технікуму — радгоспу в Первомайському районі Миколаївської області. В 1959 році отримала диплом агронома. Спочатку працювала молодшим агрономом в колгоспі ім. Кірова Вознесенського району, потім — на комсомольській та культурно-освітній ниві в Кривоозерському, Баштанському районах Миколаївської області. Була директором Щербанівського та Дорошівського Будинків культури Вознесенського району.
В 1975 році закінчила Київський державний інститут культури ім. О. Є. Корнійчука за фахом «Режисер масових дій».
Також працювала в сільських Будинках культури, з 1978 року — заступник директора обласного Будинку художньої творчості працівників народної освіти.

## Літературна діяльність
З 1963 року почала друкуватись в газеті «Радянська правда» Вознесенського району, їздила на заняття в обласну літературну студію, яку вів Е. Январьов. Саме йому вона зобов'язана своїми поетичними успіхами, їй поталанило на добрих і чуйних людей, відомих поетів і письменників: Д. Білоуса, М. Пригару, П. Бібу, В. Бойченка і Д. Кременя, які стали її вчителями на поетичному шляху. Перша книга «Барви літа» вийшла у 1994 році. Друкуватися почала з 1963 року в районних, обласних та республіканських газетах, журналах: «Радянська жінка», «Хлібороб України», збірниках: «Сурмач», «Заспів», «Поезія-72».

### Ознаки індивідуального стилю
Кожна її поетична збірка має певну спрямованість і тематику: поетичні рядки для дітей, лірична сповідь, звернення до матері, осмислення народних переказів про природу краю, поетичні рядки за нашими традиціями чи віруваннями, ремінісценції з історії краю. Поезія Людмили Чижової викликає у читача почуття високої емоційної наснаги, духовної насолоди, співпереживання, проникнута справжнім пафосом, постійним прагненням до духовного вдосконалення:
|  | Моє серце зіткане з пісні, В ньому завжди вогонь надії… |

Близько 30-ти віршів Людмили Яківни було покладено на музику. Серед них поезії «Щербанівський вальс» (муз. В. Уреса), «Мій синочок» (муз. А. Кос-Анатольського), «До матері» (муз. О. Максимця), «Канікули», «Морський коник» (муз. С. Чепеленко), «Колискова» (муз. Л. Кравченка). Так, пісні «Щербанівський вальс» та «Дорошівські весни» співають і нині в цих селах:
|  | Славне село моє диво–садами, Славне людьми, що душею багаті. Зіронька зійде над річкою тихою, Мати вечеряти кличе до хати. Все тут буденне і все тут звичайне, Ходять жінки, мов прекрасні мадонни. А над степами, ярами і плавнями Вечір спадає гарячою втомою. |

## Співпраця
Людмила Яківна Чижова постійно співпрацює з вищими державними педагогічними закладами. Часто виступає перед студентами, педагогами та учнями, перед читачами бібліотек області. Вона не лише презентує свої нові книжки, читає улюблене, а й разом зі своїми прихильниками готує нові заходи, оповідає про творчі пошуки, про цікаві знахідки з краєзнавства. А більшість дитячих казок Людмили Яківни інсценовано в Обласній дитячій бібліотеці ім. В. Лягіна, школах та дитячих садках.

## Твори
З любов'ю до молодого покоління, з думою про нащадків написані протягом 1994—2003 рр. книжки: «Бабусина казка» (1994), «Води живої джерело» (1994), «Барви літа»(1994), «День пророка Наума»(1995), «Окраса життя»(1996), «Ода матері»(1997), «Ємигея»(1999), «Казка на канікулах», «Степова птаха»(2001), «Новорічна казка»(2002), «Із глибини народної криниці»(2003), «А у нас такі новини» (2004), «Звідки осінь починається» (2004), «Казка дідуся Гната» (2004), «Осіннє диво» (2004), «Русалка Степова» (2006), «Світе, мій світе» (2006), «Світле свято Миколая» (2007), «Гороскопи, зодіаки — року кожного ознаки» (2008), «Скриня казок» (2009). Друкувалася в поетичній антології «Миколаївський оберіг».

## Родина
У 1959 році вийшла заміж. Чоловік, Чижов Іван Федорович, працював на комсомольській роботі, а потім головним інженером в колгоспі ім. Кірова с. Щербані та головою колгоспу в с. Дорошівка на Вознесенщині. Завжди у всьому підтримував і допомагав письменниці. У 1960 році народилася донька Тетяна, а в 1967 році — син Іван.

## Нагороди
- 1970 р. — нагороджена медаллю «За доблестный труд в ознаменование 100-летия со дня рождения В. И. Ленина».
- 1986, 1987 рр. — нагороджена відзнаками ВЦСПС: «За отличную работу в культпросветучреждениях профсоюзов», «За достижения в самодеятельном искусстве».
- 1997 р. — член Національної Спілки письменників України.
- 2000 р. — лауреат премії ім. Миколи Аркаса.
- 2007 р. — учасниця міжнародного симпозіуму «Візуалізація образу дитини в літературі».
- 2014 р. — нагороджена медаллю «Почесна відзнака» Національної спілки письменників України за особисті досягнення у літературній творчості, за вагомий внесок у відродження духовності та культури українського народу та Почесною грамотою обласної ради.